# Paya Bedi
Paya Bedi is een bestuurslaag in het regentschap Aceh Tamiang van de provincie Atjeh, Indonesië. Paya Bedi telt 2513 inwoners (volkstelling 2010).